# Estádio Armando Maestre Pavajeau
O Estádio Armando Maestre Pavajeau é um estádio de futebol em Valledupar, Colômbia. Tem capacidade para 10.000 pessoas e é a casa do Alianza FC. Também foi casa do Valledupar FC. entre 2004 e 2023.
O estádio recebeu o nome de Armando Maestre Pavajeau, ex-governador do Departamento de Cesar, e foi reformado entre 2014 e 2016. Além de sediar jogos das ligas nacionais de futebol Liga BetPlay Dimayor e Torneo Betplay Dimayor, também sediou o Campeonato Sul-Americano Sub-15 de 2015 e os Jogos Bolivarianos de 2022.